# بیژن تهرانی
حسن تهرانی همچنین معروف به بیژن تهرانی (متولد ۱۳۲۳) نویسنده، تهیه‌کننده، فیلم‌نامه‌نویس و کارگردان ایرانی است. او برادر محمود مشرف آزاد تهرانی است.

## زندگی
نام او هنگام تولد حسن مشرف آزاد تهرانی بود، اما بعدها نام خود را به «حسن تهرانی» تغییر داد. دربارهٔ تغییر اسم می‌گوید:
یک معلمی داشتیم که شوخی می‌کرد و می‌گفت اسم تو خیلی طولانی است. اگر بخواهی پایین تلگراف اسمت را بنویسی، فقط ۱۰۰ تومان خرج فامیلی‌ات باید بکنی. این شد که من اسمم را از حسن مشرف آزاد تهرانی به حسن تهرانی کوتاه کردم و برادرم (محمود مشرف آزاد تهرانی) هم تخلص م.آزاد را برای خودش برگزید و با همان نام در ادبیات ایران ماندگار شد.
او از سال ۱۳۴۵ در تلویزیون ایران به کارگردانی و تهیه‌کنندگی مشغول بود و در این مدت، حدود ۲۰۰ فیلم کوتاه مستند، داستانی و تجربی ساخت. او در سال ۱۳۶۲ بازخرید شد. در سال ۱۳۶۷ به فنلاند مهاجرت کرد و سپس در آمریکا ساکن شد. تهرانی مدتی در کالج فیلم و سینمای لس‌آنجلس تدریس می‌کرد، اما در چند سال گذشته بیشتر تلاشش را روی راه‌اندازی وبسایت «سینما بدون مرز» گذاشته‌است.

## جوایز
حسن تهرانی برای نگارش کتاب برگ زرد پائیزی برگزیدهٔ نهمین دورهٔ کتاب سال ایران شد.

## آثار

### کتاب‌ها
- بشنو از نی، کانون پرورش فکری کودکان و نوجوانان ۱۳۶۱، چاپ چهاردهم ۱۳۹۶
- برگ زرد پاییزی، کتاب مریم (نشر مرکز) ۱۳۶۹

### فیلم‌ها
- علی کوچولو
- این و آن
- مظفر
- بچه‌های ژاله
- المپیک بچه‌ها
- شهر برج‌ها